# Goście w Ameryce
Goście w Ameryce (Just visiting) – francusko-amerykański film komediowy z 2001 roku w angielskiej wersji językowej, oparty na motywach francuskiego filmu Goście, goście z 1993 roku.

## Fabuła
Akcja filmu rozpoczyna się w XII wieku, kiedy to hrabia Thibault de Malfete (Jean Reno) ma poślubić córkę króla angielskiego Rosalindę (Christina Applegate). Zazdrosny konkurent dzięki pomocy czarownicy i jej mikstury, dolanej do napoju hrabiego, wywołuje u niego halucynacje, wskutek czego zabija swą niedoszłą żonę, biorąc ją za potwora. Zrozpaczony hrabia udaje się do czarnoksiężnika, który obiecuje przenieść w czasie Thibault wraz z jego wiernym, acz nierozgarniętym sługą André (Christian Clavier). Na skutek pomyłki, bohaterowie trafiają do XX-wiecznego Chicago. Uznani za szaleńców, trafiają na policję, skąd zabiera ich Julia Malfete, potomkini hr. Thibault, łudząco podobna do swojej pra-pra-babki, biorąc Thibault za dawno zaginionego kuzyna. Nieobeznani z nowoczesnością goście z przeszłości mają początkowo kłopoty z zaadaptowaniem się do nowej rzeczywistości, np. w postaci elektryczności. Wkrótce do XX wieku trafia również czarnoksiężnik (Malcolm McDowell), który przygotowuje miksturę, tym razem właściwą i Thibault wraca do swoich czasów. André natomiast zostaje w XX wieku, przekonany przez Angelique (Tara Reid) - dziewczynę pracującą u sąsiada Julii - iż jest wolnym człowiekiem i nie musi słuchać hrabiego. Będąc z powrotem w XII wieku, Thibault - tym razem świadomy trucizny - oferuje puchar z winem swojemu wrogowi jako symbol pojednania. Ten, cofając się, wypada z okna zamku.

## Obsada
- Jean Reno – Thibault
- Christian Clavier – André
- Christina Applegate – Julia Malfete/Rosalinda
- Malcolm McDowell – Czarnoksiężnik
- Tara Reid – Angelique